# Coenosia intermedia
Coenosia intermedia este o specie de muște din genul Coenosia, familia Muscidae. A fost descrisă pentru prima dată de Fallen în anul 1825. Conform Catalogue of Life specia Coenosia intermedia nu are subspecii cunoscute.

## Galerie

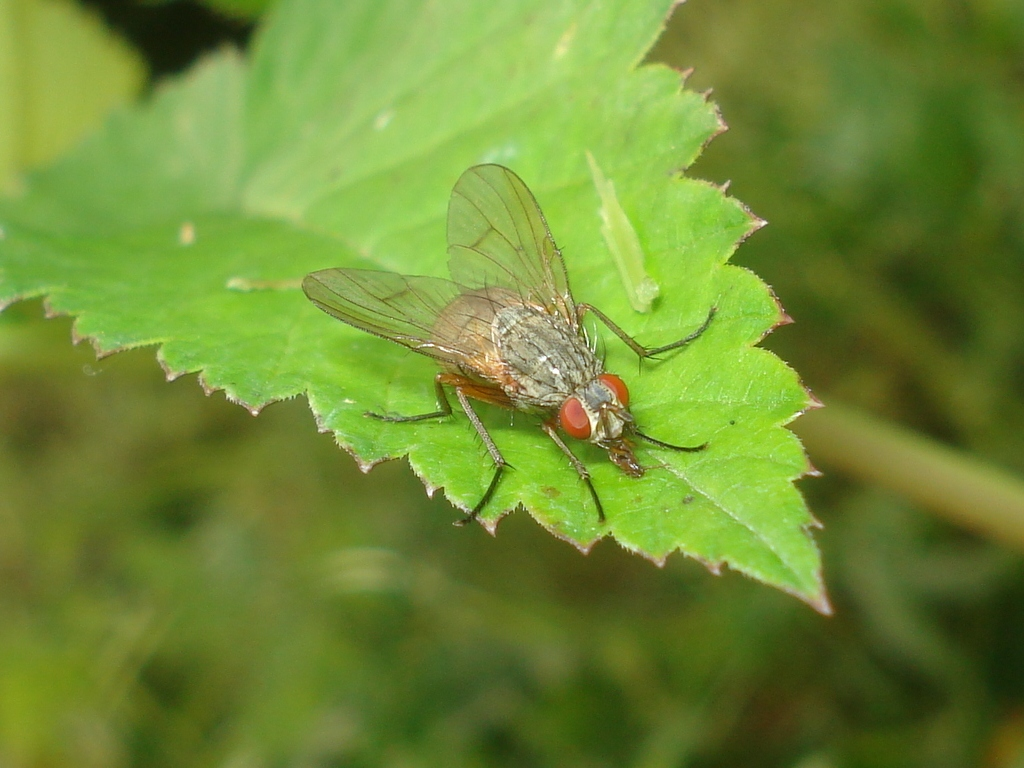